# Ночь и туман в Японии
«Ночь и туман в Японии» (яп. 日本の夜と霧: нихон-но ёру то кири) — кинофильм режиссёра Нагисы Осимы, вышедший на экраны в 1960 году. Лента посвящена проблемам японского студенческого движения, с которым режиссёр фильма был связан на протяжении ряда лет и которому симпатизировал.

## Сюжет
Члены студенческого марксистского кружка, участвовавшие в протестах против Корейской войны и подписания японско-американского договора о безопасности, собираются, чтобы отпраздновать свадьбу своих товарищей Нодзавы и Рэйко. Поздравления и пожелания следуют одно за другим, пока на пороге не появляются нежданные гости — бывшие активисты, порвавшие с группой из-за политических и личных разногласий. Они обвиняют присутствующих лидеров организации в забвении их убеждений и идеалов ради комфортной жизни, в предательстве своих товарищей по борьбе. Торжество сменяется горячим спором о проблемах, которые оставались нерешенными все эти годы...

## В ролях
- Фумио Ватанабэ — Нодзава
- Такао Ёсидзава — Накаяма
- Миюки Кувано — Рэйко Харада
- Акико Кояма — Мисако Накагава
- Масахико Цугава — Ота
- Хироси Акутагава — проф. Удагава
- Кэй Сато — Сакамаки
- Рокко Тоура — Тоура
- Итиро Хаями — Такуми